# Лёгкие крейсера типа «Бруклин»
Лёгкие крейсера типа «Бруклин» — тип лёгких крейсеров флота США времён Второй мировой войны. Всего построено 9 кораблей: «Бруклин» (CL-40 Brooklyn), «Филадельфия» (CL-41 Philadelphia), «Саванна» (CL-42 Savannah), «Нэшвилль» (CL-43 Nashville), «Феникс» (CL-46 Phoenix), «Бойсе» (CL-47 Boise), «Гонолулу» (CL-48 Honolulu), «Сент-Луис» (CL-49 St. Louis), «Хелена» (CL-50 Helena).

## История создания
ВМС США начали разработку новых проектов лёгких крейсеров в 1930 году. Решение было вынужденным, поскольку американские адмиралы предпочитали тяжёлые крейсера с 203-мм артиллерией, однако их строительство было ограничено Лондонским договором 1930 года. По условиям договора США могли построить после 1930 года только два тяжёлых крейсера, поэтому флоту пришлось довольствоваться крейсерами со 152-мм артиллерией.
Следует заметить, что командование ВМС США не было удовлетворено характеристиками американских тяжёлых крейсеров первого поколения, которых на флоте называли «жестянками» из-за слабой защищённости. Бытовало мнение, что в пределах 10 000 тонн возможно создать сбалансированный корабль с артиллерией 152 мм, достаточно защищённый и способный выиграть бой с тяжёлым крейсером за счёт большей скорострельности.
К ноябрю 1930 года было подготовлено пять вариантов проектов лёгкого крейсера. Их водоизмещение колебалось от 6000 до 10 000 тонн, вооружение — от шести до пятнадцати 152-мм орудий, скорость у всех вариантов составляла 32,5 узла. Считалось, что количество крейсеров следует предпочесть качеству, но проект 6000-тонного крейсера рассматривался слишком слабым. 21 января 1931 года Генеральный совет флота принял решение вести дальнейшие разработки на основе проекта № 2. Его стандартное водоизмещение составляло 9600 тонн, вооружение из двенадцати 152-мм орудий, восьми 127-мм и шести торпедных аппаратов. Дальность плавания должна была достигать 10 000 миль при ходе 15 узлов.
Первый эскизный проект будущего «Бруклина» был представлен 22 января 1932 года. Он был выполнен на основе чертежей тяжёлого крейсера «Нью-Орлеан» и весьма напоминал его внешне. Отказ Конгресса США утвердить кораблестроительную программу 1933 финансового года привёл к затягиванию разработки. Следующие эскизные проекты появились к концу 1932 года и отличались, главным образом, расположением авиационного оборудования. Чуть позднее был представлен и третий эскизный проект с 12-ю 152-мм орудиями, а также 127-мм и 28-мм зенитными пушками. Проект считался сбалансированным и вероятно был бы утверждён, если бы в начале февраля 1933 года не были получены сенсационные сведения из Японии.

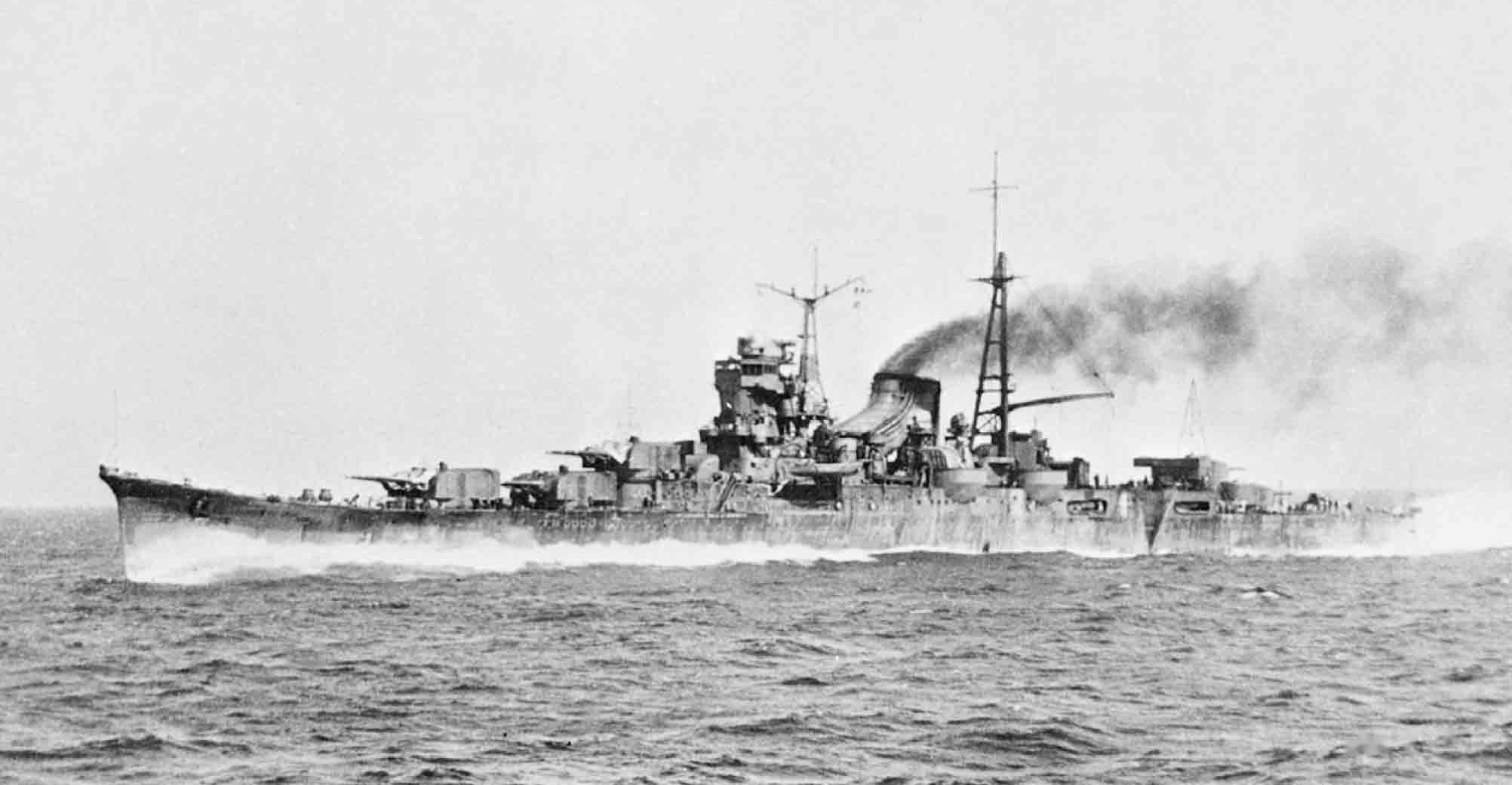
Японский крейсер «Могами». 1935 г.

Японский флот объявил о закладке четырёх крейсеров типа «Могами». Официально утверждалось, что они будут нести 15 155-мм орудий при водоизмещении 8500 тонн и скорости хода 35 узлов. На самом деле японцы изначально пошли на обман. Стандартное водоизмещение новых кораблей приближалось к декабрю 1941 года к 12 000 тоннам (проектное: 9500, фактическое при вводе в строй: 10 347 — 11 162 тонны), а трёхорудийные башни 155-мм орудий были сконструированы с расчётом на замену их двухорудийными с 203-мм орудиями. Но перед войной об этом не было известно, поэтому «Могами» произвёл ошеломляющее впечатление на военно-морские круги ведущих держав. Британским ответом на японский вызов стали крейсера типов «Саутгемптон» и «Манчестер». Американский флот также желал получить лёгкие крейсера не менее сильные, чем их японские соперники.
10 марта 1933 года проектирование было возобновлено уже по новым требованиям. Разрешалось жертвовать защищённостью в пользу огневой мощи. Предполагалось создать корабль с вооружением, размещённым либо в пяти трёхорудийных башнях, либо в четырёх четырёхорудийных. Было создано семь проектов, обозначенных латинскими буквами. Ни один из них не устроил флот, поэтому были разработаны ещё четыре варианта. После бурных споров за основу был взят вариант H. Хотя имелись и более сбалансированные варианты, проект H привлекал своей наступательной мощью. 26 апреля 1933 года проект будущего «Бруклина» был утверждён, а последние доработки закончились к июлю 1933 года.
В рамках мер по преодолению «Великой депрессии» администрация Ф. Д. Рузвельта приняла 16 июня 1933 года «Акт о возрождении национальной промышленности», который, в частности, способствовал и развитию американского военного судостроения. В рамках этого акта была утверждена чрезвычайная программа военного кораблестроения на 1933 финансовый год и под неё 3 августа 1933 года были заказаны первые четыре крейсера типа «Бруклин»: «Бруклин», «Филадельфия», «Саванна», «Нэшвилл». 22 августа 1934 года выдали заказ ещё на три крейсера этого типа: «Финикс», «Бойс», «Гонолулу».
На последние два крейсера оставалось лишь 17 600 тонн договорного лимита и первоначально их собирались строить по особому проекту с уменьшенным водоизмещением. Было разработано шесть вариантов, но в итоге, «Сент-Луис» и «Хелена» стали лишь слегка изменённой версией «бруклинов». Их заказали 16 октября 1935 года и 9 сентября 1935 года соответственно. Недостающий тоннаж был взят из класса эсминцев. Кроме того, уже стало ясно, что японцы заняты махинациями с тоннажем своих кораблей и нет смысла жёстко придерживаться договорных ограничений.
Контрактная стоимость постройки последнего корабля серии на 10 млн $ превосходила цену головного корабля.

## Конструкция

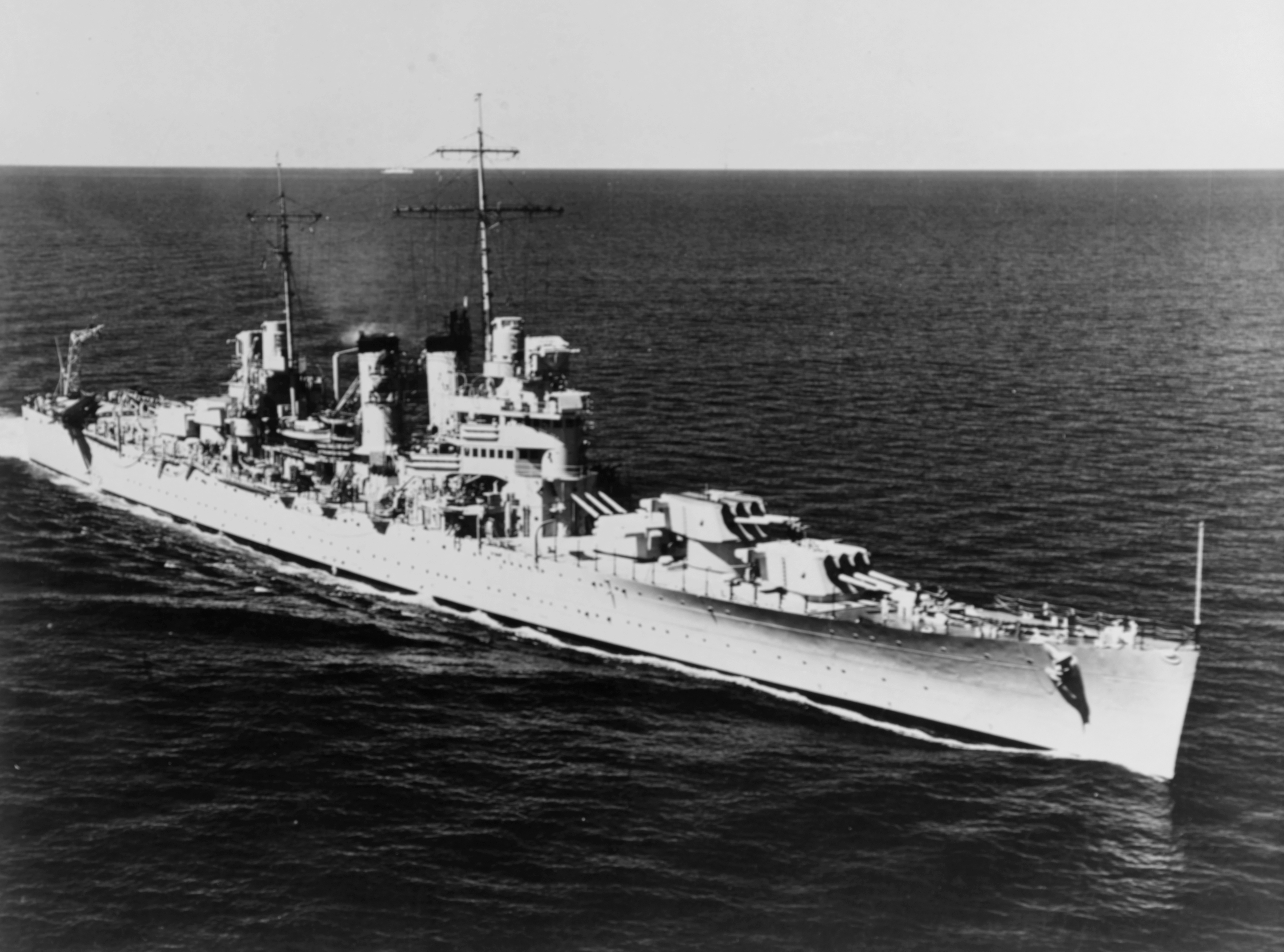
USS Honolulu в 1939 году

### Корпус и архитектура
«Бруклины» имели гладкопалубный с седловатостью корпус, при этом теоретические обводы были заимствованы у полубачного «Нью-Орлеана». Для снижения волнового сопротивления длину увеличили до 182,9 м, что позволило уменьшить мощность необходимую для достижения 32,5 узлов до 100 000 л. с. Для снижения волнового сопротивления имелся хорошо выраженный бульб. В целом форма корпуса считалась хорошей для достижения высокой скорости, но не оптимальной для хорошей мореходности. Высота надводного борта при нормальном водоизмещении в носу была небольшая и составляла 8,2 м (против 9,45 м крейсера «Белфаст» и 10,2 у «Портленда»), зато борт был высок в корме — 7 м (против 5,6 м у «Белфаста» и 5,5 у «Портленда»). Вместе с зауженной носовой оконечностью это привело к посредственной мореходности. Высокий корпус без полубака был хорошей мишенью для фугасных снарядов, но это гарантировало стрельбу на сильном волнении из кормовой башни и давало возможность запускать самолёты с катапульт, установленных теперь в самой корме. Американцы сочли такое решение выгодным, поскольку освобождалось место в средней части корабля, столь необходимое для зенитной артиллерии. Исчез и «домик»-ангар, занимавший место на палубе в центральной части корабля. Он перекочевал непосредственно в корпус в корме под катапультой. Крейсер избавился от «сарайчика», представлявшего собой изрядную цель, угрожавшую опасными пожарами при попаданиях. В итоге общее расположение стало законченным и весьма рациональным, его стали применять всех классах больших кораблей. Корпус собирался по продольной схеме и получился очень лёгким. Переход на продольную систему набора корпуса позволил уменьшить толщину брони палубы только до 51 мм (первоначально выходило 41 мм). По всей длине корпуса шло двойное дно, переходившее в двойной борт, доходивший в оконечностях до первой платформы. Первоначально корпус кораблей имели небольшой недогруз, но корпус в носовой части оказался не очень прочным, и сэкономленные тонны пришлось пустить на подкрепления, но полностью устранить проблему не удалось. Материалом для корпусных конструкций служила очень дорогая сталь STS, являвшаяся одновременно лёгкой бронёй. На обшивку шла тоже не дешёвая сталь HTS. Никто, кроме американцев не мог себе позволить такой роскоши. Проектное стандартное водоизмещение «Сент-Луиса» и «Хелены» составило 10 000 дл. тонн, фактическое стандартное водоизмещение «Сент-Луиса» при вводе в строй составило 10 562 дл. тонны. Остойчивость «Сент-Луиса» и «Хелены» из-за большего верхнего веса (двухорудийные башни универсального калибра) была неудовлетворительна, поэтому в трюм пришлось уложить 154 тонны балласта. Между 1937 и 1940 «бруклины» прибавили 470 тонн. Поскольку остойчивость стала вызывать опасения, в трюмы всех крейсеров дополнительно уложили по 160—200 тонн балласта. Установка многочисленных зенитных автоматов и радиотехнического оборудования привела к стремительному росту верхнего веса и дальнейшему уменьшению остойчивости. В середине 1943 года «Бойз» был на 1187 дл. тонн тяжелее (то есть его стандартное водоизмещение было больше 11 000 длинных тонн), чем при вступлении в строй.

### Энергетическая установка
В состав силовой установки входили восемь проверенных временем водотрубных котлов конструкции Бэбкок и Вилкокс (англ. Babcock & Wilcox), произведённых одноимённой фирмой. Схема размещения установки — линейная.
Котлы питали паром четыре турбины Парсонса с одноступенчатыми редукторами, общей мощностью 100 000 л. с., которая должна была обеспечить ход 32,5 узла. Турбины приводили во вращение четыре трёхлопастных гребных винта из медного сплава диаметром 3,71 м. Первые крейсера имели рабочее давление пара в котлах, равное 28,2 кг/см² при температуре 342 °C, что не сильно отличалось от параметров пара, принятых на британских крейсерах (24,61 кг/см² при температуре 343 °C), или на французских и итальянских (27 кг/см² при температуре 325…350 °C). Масса силовой установки составила 1792 дл. тонны (удельный вес — 17,9 кг/л. с.). Для сравнения масса силовой установки «Соутгемптона» составила 1492 дл. тонны (удельный вес — 18,1 кг/л. с.). Корабли показали вполне хорошие результаты на испытаниях, причём без сверхпроектной форсировки турбин. «Бойс» развил ход 33,7 узла при водоизмещении 11 589 тонн и мощности 101 800 л. с. Нормальный запас топлива составил 1321 тонну, полный — 1920 тонн, максимальный — 2207 тонн. Заявленная дальность плавания составляла 10 000 морских миль 15-узловым ходом, она была и проектной, но при запасе 2175 тонн фактическая дальность составляла 7800 миль на том же ходу. К 1945 году дальность «Бруклина» составляла 7260 морских миль на ходу 15 узлов и 5350 на 20. «Бойс» в 1945 году на ходу 15 узлов мог пройти 7690 миль, а на скорости 20 узлов — 5590 миль при запасе топлива 2036 тонн. Это не сильно отличалось от результатов британского «Белфаста», который фактически проходил 8000 миль на 14 узлах при запасе 1990 тонн и 12 200 на 12 узлах при запасе 2260.
При заказе «Сент-Луиса» и «Хелены» (CL49 и CL50) было решено установить на них более компактные высоконапорные котлы с относительно высокими параметрами пара (давление — 39,7 кГ/см², температура — 371 °C, британцы в это время перешли на 28,47 кГ/см² при температуре 370 °С), что дало возможность перекомпоновать силовую установку — теперь она стала эшелонного типа, но её удельный вес был по прежнему относительно велик — 17,6 кг/л. с. (у японского «Могами» — 16,3 кг/л. с., у советского проекта 26-бис — 16,7 кг/л. с.). В отличие от немецких высоконапорных котлов эти котлы отличались высокой надёжностью.
По одним источникам крейсера имели четыре турбогенератора мощностью по 400 кВт и два дизель-генератора мощностью по 1000 кВт, переменного тока напряжением 450 В, общая мощность составила 3600 кВт, что первоначально более чем в два раза превышала потребности на энергию в боевых условиях, но это очень пригодилось при установке нового радиотехнического оборудования, по другим данным они имели четыре турбогенератора мощностью по 500 кВт и два дизель-генератора мощностью по 100 кВт, общей мощностью 2200 кВт. В целях экономии «Сент-Луис» и «Хелена» получили всего два турбогенератора мощностью по 500 кВт и два дизель-генератора мощностью один 700 кВт, второй 500, общей мощностью 2200 кВт.

### Бронирование
Общая масса вертикальной брони достигла 1451 тонн или 15 % от стандартного водоизмещения (вместе с палубной 1798). Для сравнения, для типа «Дюка д’Аоста» — 1670 тонн или 20 %, для типа «Джузеппе Гарибальди» — 2131 тонны или 24 % от стандартного водоизмещения.
Система бронирования — коробчатое бронирование, впервые применённая на крейсерах типа «Даная» («британская»): броневой пояс в районе МКО и короба вокруг погребов. Но по сравнению с современниками она имела максимальную толщину и минимальную площадь и предназначенная только на противостояние бронебойным снарядам. Она частично была принесена в жертву огневой мощи, так как не рассчитывалась на противостояние фугасным снарядам, наступательные качества крейсеров считались приоритетнее оборонительных.
Главный броневой пояс длиной 51 м прикрывал только силовую установку (с 61 по 103 шпангоуты). Его высота составляла 4,22 м, верхние 2,84 м были толщиной 127 мм, затем шло плавное утончение к нижней кромке до 82,5 мм («Сент-Луис» и «Хелена» до 76 мм). Пояс замыкался 127 мм траверсами. Носовой погреб защищал узкий подводный пояс толщиной 51 мм (80#). По верхней кромке поясов шла 51 мм (фактически 80-фунтовая) палуба (в районе двойного борта имела толщину 44,5 мм), в носовой оконечности и в районе кормовых башен броневой палубы не было. Кормовой погреб был прикрыт коробом с 120 мм боковыми стенками с внешнем траверсом 92,25 мм и 51 мм внутренним траверсом и 51 мм крышей.
Боевая рубка была защищена бронёй толщиной 127 мм, её крыша прикрывалась 57-мм бронёй. Башни главного калибра получили дифференцированное бронирование. Лоб прикрывался 165-мм бронёй, боковые стенки — 76 — 38-мм, крыша — 51-мм. Барбеты башен имели толщину 152 мм, они же являлись снарядными погребами. К зарядным погребам шли 76-мм податочные трубы. Орудия универсального калибра защиты не имели, кроме «Сент-Луис» и «Хелена», где стояли полноценные башни с 1" бронированием. В целом бронирование оценивалось как сравнительно хорошее, особенно в плане защиты артиллерии главного калибра.
Конструктивная противоторпедная защита отсутствовала.

### Вооружение

#### Главный калибр
После того как японцы перевооружили тип «Могами» на 203 мм пушки, «пятнадцатиорудийными» крейсерами остались только «Бруклины» и «Светланы». Орудия 152-мм/47 Мк. 16 снабжались четырьмя типами снарядов: бронебойным, полубронебойным (common) и двумя типами фугасных (с дистанционной трубкой и мгновенного действия). Полубронебойные несли 2,3 % ВВ, фугасные 13 %. Масса всех типов снарядов 46,7 кг, заряда 14,5, латунной гильзы 12,8. Начальная скорость всех снарядов 812 м/с, максимальная дальность 21 473 м при 45 ° (155 мм пушки «Могами» 27 400 м, 152 мм «Белфаста» 23 300 м), фактический угол возвышения первоначально составлял 40°(41°), впоследствии, для огня по береговым целям, на части крейсеров увеличен до 60°. Позже для Мк. 16 был создан «сверхтяжёлый» бронебойный снаряд весом 59 кг (заряд 0,9 кг или 1,53 %). Диапазон углов, при котором осуществлялось заряжание, был от −5 до 20°. Орудия имели индивидуальные люльки, но привод вертикального наведения был общим. Башни получились очень тесными, с расстоянием между осями орудий 1,4 м (у «Могами» 1,55), это приводило к увеличению рассеивания снарядов в залпе. Живучесть ствола составляла 750—1050 выстрелов. Снаряды хранились в трёхуровневых кольцевых магазинах внутри барбетов. Боекомплект - 200 снарядов на ствол.
Система управления огнём главного калибра была укомплектована двумя директорами Мк. 34, оснащёнными стереоскопическими дальномерами с базой 5,54 м и баллистическими вычислителями Мк. 8.

#### Универсальный калибр
127-мм/25 пушка была первой крупнокалиберной зениткой, созданной для американского флота в середине 20-х, и на то время обладала прекрасными характеристиками, но к 1935 году была уже не новым орудием, уступавшим по характеристикам иностранным аналогам (малая досягаемость, недостаточная скорость наведения, слишком тяжёлый и длинный унитарный выстрел), поэтому при рассмотрении проекта крейсера предлагались варианты без крупнокалиберных зениток, эти проекты были отвергнуты из-за предположения, что разрывы крупных снарядов, не повреждая самолёты, оказывают сильное моральное воздействие на пилотов, заставляя отклоняться их от курса, а мелкокалиберная артиллерия такого эффекта не даёт. На «бруклинах» эти орудия стояли на установках Мк. 19 с увеличенной платформой для заряжающих. Силовые приводы, обеспечивавшие вертикальную и горизонтальную наводку, имели мощность 1 л. с., что было уже явно недостаточно. Боекомплект составлял 200 снарядов на ствол, расчёт — 11-12 человек. Масса установки Мк. 19 — 9829 кг.
Система управления огнём была укомплектована двумя директорами Мк. 33, которые могли сопровождать самолёты до скорости 600 км/ч.
| Зенитная артиллерия лёгких крейсеров   | Зенитная артиллерия лёгких крейсеров | Зенитная артиллерия лёгких крейсеров | Зенитная артиллерия лёгких крейсеров | Зенитная артиллерия лёгких крейсеров | Зенитная артиллерия лёгких крейсеров | Зенитная артиллерия лёгких крейсеров | Зенитная артиллерия лёгких крейсеров |
| Орудие                                 | 5in Mk. 13                           | 4"/45 QF Mark XVI                    | 127-мм/40 Тип 89                     | 25-мм/60 Тип 96                      | 28-мм/75                             | 40 mm/56 (Bofors)                    | Vickers 2-pdr Mark VIII              |
| -------------------------------------- | ------------------------------------ | ------------------------------------ | ------------------------------------ | ------------------------------------ | ------------------------------------ | ------------------------------------ | ------------------------------------ |
| Калибр, мм                             | 127                                  | 102                                  | 127                                  | 25                                   | 28                                   | 40                                   | 40                                   |
| Длина ствола, калибров                 | 25                                   | 45                                   | 40                                   | 60                                   | 74,5                                 | 56                                   | 39,37                                |
| Масса орудия, кг                       | 1937                                 | 2039                                 | 3060                                 | 115                                  | 252                                  | 522                                  | 259,5                                |
| Скорострельность, в/мин                | 14 — 16                              | 16 — 20                              | 12 — 16                              | 100 — 120                            | 90 — 100                             | 100                                  | 96 — 98                              |
| Вес патрона, кг                        | 36,3                                 | 28,8                                 | 34,3                                 | 0,68                                 | 0,86                                 | 2,15                                 | 1,30                                 |
| Вес снаряда, кг                        | 24,43                                | 15,88                                | 23                                   | 0,243—0,262                          | 0,416                                | 0,9                                  | 0,764                                |
| Начальная скорость, м/с                | 657                                  | 811                                  | 720                                  | 900                                  | 823                                  | 881                                  | 732                                  |
| Максимальная дальность, м              | 13 259                               | 18 150                               | 14 800                               | 7500                                 | 6767                                 | 10 180                               | 6220                                 |
| Максимальная досягаемость по высоте, м | 8352 (6500)                          | 11 890                               | 9400 (7400)                          | 5200                                 | 5791                                 | 6797                                 | 3960                                 |
| Живучесть ствола                       | 3000                                 | 600                                  | 1500                                 | 12 000                               |                                      | 9500                                 | 7200                                 |

«Сент-Луис» (CL-49 St. Louis) и «Хелена» (CL-50 Helena) несли новые 127/38 универсальные орудия в спаренных установках, но эти первые двухорудийные установки (Мк. 29) выпускали только на 60 % больше снарядов на установку, чем одноорудийные 127/25 «Бруклина».

#### Зенитные автоматы
Согласно проекту, крейсера должны были нести четыре счетверённых 28 мм автомата, но 28-мм автоматы ещё не были доработаны, лёгкое зенитное вооружение состояло только из восьми 12,7-мм пулемётов Браунинга. «Могами» и «Белфасты» первоначально несли более сильное лёгкое зенитное вооружение: четыре одиночных «Пом-пома» и два спаренных пулемёта Гочкиса первые и два свосьмерёных «Пом-пома» и три счетверённых крупнокалиберных пулемётов «Виккерса» вторые.
| Крупнокалиберные пулемёты крейсеров    | Крупнокалиберные пулемёты крейсеров | Крупнокалиберные пулемёты крейсеров | Крупнокалиберные пулемёты крейсеров | Крупнокалиберные пулемёты крейсеров | Крупнокалиберные пулемёты крейсеров |
| Пулемёт                                | ДШК                                 | Эрликон                             | Браунинг M2                         | Vickers .50                         | 13,2-мм/76                          |
| -------------------------------------- | ----------------------------------- | ----------------------------------- | ----------------------------------- | ----------------------------------- | ----------------------------------- |
| Калибр, мм                             | 12,7                                | 20                                  | 12,7                                | 12,7                                | 13,2                                |
| Длина ствола, калибров                 | 84                                  | 65                                  | 90                                  | 60                                  | 76                                  |
| Масса пулемёта, кг                     | 33,5                                | 62                                  | 38                                  | 29                                  | 19,5                                |
| Боевая скорострельность, в/мин         | 125                                 | 120-130                             | 200                                 | 250                                 | 200                                 |
| Масса пули, г                          | 48                                  | 122                                 | 40,3/48,6                           | 37                                  | 52                                  |
| Начальная скорость, м/с                | 860                                 | 830                                 | 895/808                             | 770                                 | 800                                 |
| Максимальная дальность, м              |                                     | 5715                                | 6800                                | 6400                                | 7200                                |
| Максимальная досягаемость по высоте, м | 1800                                | 2400                                | 1800                                | 1450                                | 1500                                |
| Эффективнaя досягаемость, м            |                                     | 915                                 | 1524                                |                                     |                                     |

#### Авиационное вооружение
Авиационное вооружение в 30-е годы считалось важной частью боевой мощи крупного надводного корабля. На типе «Бруклин» находились четыре гидросамолёта «Curtiss SOC Seagull». Две пороховые катапульты разгоняли самолёт массой до 3,7 тонны до скорости 105 км/ч. Подъём самолётов на борт осуществлялся установленным на корме краном.

## Модернизации

### Довоенные
К началу войны Бруклины практически не проходили модернизаций. Были только заменены моторы мощностью одну лошадиную силу приводов 127 мм/25 зениток на трёхсильные.

### До вступления в войну США
Установку 28 мм автоматов начали в 1940 году. Поскольку темп производства отставал от нужд флота, решили пойти на паллиативное решение, установив два счетверённых автомата и две 76 мм зенитки. До ноября 1941 года перевооружение успели пройти только «Филадельфия» и «Хелена».
Изучение британского опыта показало, что закрытые рубки сильно ограничивают обзор при налётах. Крейсера получили открытые мостики поверх надстроек.
В середине 1941 года были установлены противоосколочные щиты 127-мм орудий и заварены иллюминаторы в корпусе.

### Военные
Для оказания огневой поддержки при проведении десантных операций, угол возвышения главного калибра был доведён до 60°.
С «бруклинов» сняли боевые рубки и соорудили наверху широкий открытый мостик по типу британского. Аналогичный появился и на кормовой надстройке. Мостики получили противоосколочное бронирование. Фок-мачту перенесли на 2,5 м в корму.

## Служба
Представители:
«Бруклин» — заложен 12 марта 1935 г., спущен 30 ноября 1936 г., вошёл в строй 18 июля 1938 г.
«Филадельфия» — заложен 28 мая 1935 г., спущен 17 ноября 1936 г., вошёл в строй 28 июля 1937 г.

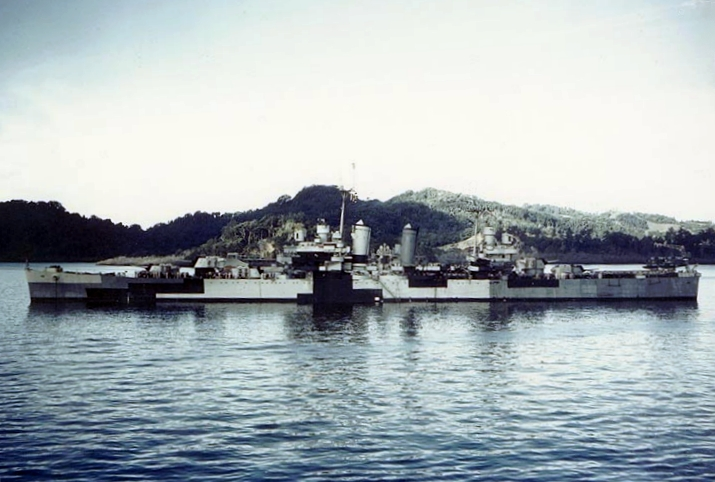
Лёгкий крейсер «Гонолулу». 1944 г.

«Саванна» — заложен 31 мая 1934 г., спущен 8 мая 1937 г., вошёл в строй 30 августа 1937 г.
«Нэшвилл» — заложен 24 января 1935 г., спущен 2 октября 1937 г., вошёл в строй 25 ноября 1938 г.
«Финикс» — заложен 15 апреля 1935 г., спущен 12 марта 1938 г., вошёл в строй 1 февраля 1939 г., 5 декабря 1951 года вошёл в строй Аргентинского флота
«Бойсе» — заложен 1 апреля 1935 г., спущен 3 декабря 1936 г., вошёл в строй 1 февраля 1939 г.
«Гонолулу» — заложен 10 сентября 1935 г., спущен 26 августа 1937 г., вошёл в строй 7 сентября 1938 г.
«Сент-Луис» — заложен 10 декабря 1936 г., спущен 15 апреля 1938 г., вошёл в строй 19 мая 1939 г.
 «Хелена» — заложен 9 декабря 1936 г., спущен 28 августа 1938 г., вошёл в строй 18 сентября 1939 г.

## Оценка проекта
Сравним «Могами», британский ответ на них: «Тауны» и американский: «Бруклины». По весу бортового залпа японцы (838 кг) обыгрывали американцев (700 кг) и англичан (610 кг). Зато по минутному залпу превосходил «Бруклин» (5607 кг) против 4877 кг у «Таунов» и 4190 кг у «Могами». Дальность стрельбы американских пушек была 21 473 м (самая маленькая), а рассеивание самое большое. Американский крейсер имел преимущество на короткой и средний дистанции и полностью его утрачивал на большом расстоянии. Опыт войны показал, что при увеличении дистанции огонь американских крейсеров становился не эффективным.
Хотя проектное водоизмещение «Могами», «Бруклинов» и «Белфастов» не должно было превышать Лондонскую норму и составляло 9500, 9767 и 10 000 дл. тонн соответственно, все крейсера превысили договорные 10 000 дл. тонн, набрав из-за строительной перегрузки 11 160, 10 560 и 10 520 дл. тонн соответственно (американцы после установки штатных «чикагских пианино»). В результате, имевшие самое большое проектное водоизмещение, британцы стали самыми лёгкими.
Сравнивать бронирование сложно, «бруклины» были бронированы по схеме «всё или ничего» с минимальной площадью толстого пояса и хорошей защитой башен, «Тауны» имели более традиционную схему защиты протяжённый пояс толщиной 114 мм и 32 мм палуба −1 серия и 114 мм пояс, 51 мм (76 мм над погребами) палуба — 3-я. «Могами» имели внутренний наклонный 100 мм пояс и 35 мм палубу со скосами. К несомненным достоинствам «Могами» можно отнести наличие конструктивной противоторпедной защиты, американские и британские крейсера её были лишены. Мореходность и прочность корпуса была лучше у англичан, скорость у японцев, автономность и дальность плавания были приблизительно одинаковыми. Зенитное вооружение «Бруклинов» первоначально бывшее самым худшем, к концу войны за счёт радаров и «бофорсов» стало самым лучшим. Какой крейсер сильней однозначно сказать нельзя, не дала ответ и война. Все три типа в ходе модернизаций и усилений зенитного вооружения получили дополнительный верхний вес. Боролись за остойчивость в разных флотах по-разному: на «Бруклинах» — укладыванием балласта, на «Таунах» — сниманием одной башни главного калибра, на «Могами» — установкой больших булей поверх прежних.
К началу Второй мировой войны корабли типа «Бруклин» считались почти идеальными лёгкими крейсерами. По количеству стволов главного калибра и их общей огневой производительности они не имели себе равных во флотах воюющих держав. Невысокая точность стрельбы на больших дистанциях не играла существенной роли в боях, которые крейсерам пришлось вести, зато на коротких и средних дистанциях крейсера типа «Бруклин» оказывали сильное воздействие на противника. Особенно ярко это проявилось в ночных боях у острова Гвадалканал в 1942 году. Достаточно эффективны крейсера оказались и как корабли огневой поддержки десанта. В значительной степени это было связано с весьма совершенной системой управления огнём. Зенитные средства крейсеров типа «Бруклин» вполне соответствовали требованиям времени на момент разработки проекта. Не являлись они явно недостаточным и в ходе войны, хотя ВМС США получили и более мощные в плане возможностей ПВО крейсера. К числу достоинств «бруклинов» также следует отнести надёжную энергетическую установку, не доставлявшую никаких серьёзных проблем, а также неплохую живучесть, чему способствовал высокий уровень подготовки аварийных партий. Первые семь крейсеров типа «Бруклин» имели самую консервативную по конструкции энергетическую установку с линейным расположением агрегатов, последние два — самою передовую с эшелонным, но это практически никак не сказалось ни на надёжности, ни на живучести, ни на дальности плаванья.
Однако проект имел и определённые недостатки. Первый из них выявился уже вскоре после вступления в строй — слишком слабая конструкция корпуса, что приводило как к повреждениям в штормовых условиях, так и к отрыву носовых частей после торпедных попаданий. Форма носовой части корпуса вообще оказалась малоудачной, снижая мореходность и создавая проблемы при защите носовых артиллерийских погребов. Второй недостаток стал очевиден уже во время войны, когда установка нового вооружения и оборудования привела к значительной перегрузке, достигавшей 15 % от стандартного водоизмещения, что, в свою очередь, привело к серьёзным проблемам с остойчивостью. Кроме того, «бруклины», как и остальные американские крейсера, критикуют за отсутствие торпедного вооружения, хотя его необходимость для кораблей этого класса является спорной. Безусловно, японские крейсера применяли свои торпедные аппараты достаточно эффективно (в качестве примера можно вспомнить действия японских крейсеров в ночном бою у острова Саво), но смогли ли бы сделать это американцы, не имевшие в первые годы войны ни надёжных торпед, ни эффективных методов торпедной стрельбы, остаётся неясным.
В целом, несмотря на отдельные недостатки, лёгкие крейсера типа «Бруклин» были вполне удачными кораблями и соответствовали предъявляемым требованиям, что и доказали в ходе Второй мировой войны. В сравнении со своими современниками, они выглядели вполне достойно и не уступали ни одному из них. Контрактная стоимость каждого заказа на крейсер типа Могами составляла 24,9 млн. иен(при курсе 4,2675 иен за доллар США). Строительство «Белфаста» обошлось в 2,141 млн фн. ст, (при курсе 0,2 £ за доллар США) последний «бруклин» обошёлся в 25 млн. $, что почти в два с половиной раза дороже, и в этом они были безусловные аутсайдеры.

## Комментарии
1. ↑  40,8-фунта=1 дюйм=25,4 мм
2. ↑  Для контроля весовой дисциплины калибровка палубных и тонких броневых плит производилась в фунтах — пропорционально массе одного квадратного фута броневого листа. При этом 40-фунтовая броня или судостроительная сталь соответствует толщине в 0,98"-0,99"
3. ↑  13,2-мм Тип 93
4. ↑  Лёгкая/тяжёлая пуля
5. ↑  Данные для полубронебойных, фугасных и довоенных бронебойных снарядов.
6. ↑  Для американского флота на тот момент.